# Matelea pedunculata
Matelea pedunculata là một loài thực vật có hoa trong họ La bố ma. Loài này được K. Schum. ex Ule mô tả khoa học đầu tiên năm 1907.